# Paramysis arenosa
Paramysis arenosa is een aasgarnalensoort uit de familie van de Mysidae. De wetenschappelijke naam van de soort werd in 1878 voor het eerst geldig gepubliceerd door Georg Ossian Sars.